# Rautejöchli
Das Rautejöchli ist ein 2757 m ü. A. hoher Pass im Verwall in Tirol. Es liegt zwischen St. Anton am Arlberg im Stanzer Tal und Ischgl im Paznaun.

## Lage und Landschaft
Das Joch liegt zwischen Küchlspitze (3147 m ü. A.) westlich und Rautekopf (2849 m ü. A.) östlich und quert damit den Hauptkamm des Verwall.
Südlich erstreckt sich über Ischgl (1376 m ü. A.) die hintere Madleinalpe. Hier liegen im Hochkar direkt unterhalb zwei kleine Karseen auf um 2483 m ü. A. Die Madleinalpe entwässert dann über den Madleinbach zur Trisanna. Nördlich erstreckt sich der Große Küchlferner, einer der kleinen Gletscher der Gruppe, und das Hintere Kartell, das westlichere Hochtal des Moosbachs. Hier führt es über den Kartellspeicher auf 2020 m ü. A. nach St. Anton (Brücke der Rosanna 1300 m ü. A., der Ort 1284 m ü. A.).
Östlich des Jochs liegt ein kleines Hochkar mit einem weiteren Karsee.

## Erschließung und Wege
Das Rautejöchli überquert man, wenn man von der Friedrichshafner Hütte (2138 m ü. A.) bei Galtür zur Darmstädter Hütte quert, die auf 2384 m ü. A. über dem Kartellsee liegt. Der Weg, Ludwig-Dürr-Weg genannt, führt über Muttenalpe – oberer Fallbach über ein 2666 m ü. A. hohes Joch und dann als Höhenweg östlich unterhalb Matnalkopf und Schönpleisköpfen vorbei zum Rautejöchli, und über den Gletscher hinunter. Die Gletscherquerung ist unmarkiert und hochalpin. 
Von Ischgl her wird der Pass weniger begangen, hier wählt man die Doppelseescharte (2786 m ü. A.) östlicher.